# Tetraulax pictiventris
Tetraulax pictiventris là một loài bọ cánh cứng trong họ Cerambycidae.